# Знам'янська волость (Ізюмський повіт)
Знам'янська во́лость — історична адміністративно-територіальна одиниця Ізюмського повіту Харківської губернії з центром у селі Знам'янське.
Станом на 1885 рік складалася з 5 поселень, 5 сільських громад. Населення — 3095 осіб (1570 чоловічої статі та 1525 — жіночої), 454 дворових господарств.
|                     | Площа, десятин | У тому числі орної, дес. |
| ------------------- | -------------- | ------------------------ |
| Сільських громад    | 2915           | 2619                     |
| Приватної власності | 7322           | 1290                     |
| Іншої власності     | 33             | 33                       |
| Загалом             | 10270          | 3942                     |

Основні поселення волості:
- Знам'янське (Ганнівка) — колишнє власницьке село біля річки Торець за 40 верст від повітового міста, 1380 осіб, 210 дворів, православна церква, школа, 2 ярмарки на рік.
- Троїцьке — колишнє власницьке село біля річки Торець, 1137 осіб, 164 двори.